# Secondo viaggio di Gonçalo Coelho
Segue il dettaglio del secondo viaggio di Gonçalo Coelho

## Il viaggio
Coelho ripartì da Lisbona il 10 maggio 1503, stavolta con sei navi. Di nuovo Vespucci lo accompagnò, stavolta come capitano di una delle navi. Dopo aver fatto scalo alle isole di Capo Verde le navi giunsero ad "un'isola in mezzo al mare" (probabilmente Fernando de Noronha) dove la nave ammiraglia colpì il fondale e naufragò il 10 agosto. Tutti gli uomini si salvarono e furono trasferiti sulla nave di Vespucci. Trovarono un porto dove si incontrarono con un'altra nave della flotta. Salparono per il Brasile, arrivando a novembre in una baia che chiamarono "Todos os Santos" (oggi Baía de Todos-os-Santos). Dopo aver aspettato invano il resto della flotta, ripartirono verso sud diretti ad un'altra baia dove rimasero cinque mesi, costruendo una fortificazione e caricando legname. Lasciarono 24 uomini nella fortezza per preparare altro legname e salparono per Lisbona, dove giunsero il 28 giugno 1504.

### Amerigo Vespucci
Vespucci individuò un'isola situata nel bel mezzo dell'oceano che fu successivamente battezzata Fernando de Noronha, in onore di uno dei componenti dell'equipaggio. Quindi la spedizione continuò verso le coste dell'attuale Brasile, ma non ci furono importanti scoperte.